# 新康斯坦丁尼夫卡 (苏梅州)
51°9′52″N 34°43′5″E / 51.16444°N 34.71806°E
新康斯坦丁尼夫卡（烏克蘭語：Новокостянтинівка），2024年9月前称为五月一日村（烏克蘭語：Перше Травня），是位於烏克蘭東北部的村莊，由蘇梅州蘇梅區的霍廷市鎮負責管轄。該村處於與俄羅斯接壤的邊界附近，距離斯泰普内2.5公里，海拔高度196米，2001年人口26。
2024年9月19日，乌克兰最高拉达将该村的名字改为“新康斯坦丁尼夫卡”。